# Polstjernan (fiskebåt)
Polstjernan är ett svenskt fiskefartyg i trä, som byggdes 1919 i Brattås vid Kungsviken av Julius Johansson ("Julius i Kilen", 1878–1932), far till båtbyggaren Gösta Johansson. 
Polstjernan beställdes som jakt av Johan Ödman i Liden för att användas för frakt av fisk till Marstrand. År 1926 motoriserades hon med en Avance råoljemotor från J.V. Svensons Motorfabrik. Sonen John Öhman använde Polstjernan som fiskebåt under många år med hemmahamn i Restenäs. Båten hade då beteckningen UA33.
År 1950 byttes motorn till en tändkulemotor av fabrikatet Seffle. År 1972 såldes båten, som sedan användes som fritidsbåt. Från slutet av 1900-talet hade hon Spiken i Vänern som hemmahamn.
Polstjernan ägs och förvaltas sedan 2007 av Kulturföreningen Gösta Johanssons varv i Kungsviken.